# Guerra tra polizie
Guerra tra polizie (La guerre des polices) è un film del 1979 diretto da Robin Davis.

## Riconoscimenti
- Premi César 1980
  - Miglior attore (Claude Brasseur)